# عملية القوة المتعمدة
عملية القوة المتعمدة (بالإنجليزية: Operation Deliberate Force)‏ هي حملة عسكرية جوية، قامت بها منظمة حلف شمال الأطلسي (الناتو)، بالتنسيق مع الأمم المتحدة لحماية العمليات البرية التي تقوم به قوة الأمم المتحدة للحماية، وذلك لتقويض القدرات العسكرية لدى جيش جمهورية صرب البوسنة (VRS)، والذي هدد وهاجم «المناطق الآمنة» والمعينة من الامم المتحدة في البوسنة والهرسك خلال حرب البوسنة والهرسك. وقد نفذت العملية بين 30 أغسطس و20 سبتمبر أيلول 1995، شاركت فيها 400 طائرة و5،000 فردا من 15 دولة. بقيادة الأدميرال «جورج سميث ليتون»،  تم خلالها قصف 338 هدف تابعة لصرب البوسنة، وكثير منها قد دمر تماما. في المجمل، أسقط خلال العملية 1,026 قنبلة، 708 منها كانت من القنابل الموجهة بدقة.

## الخلفية
كانت حرب البوسنة والهرسك نزاعا مسلحا دوليا وقع في البوسنة والهرسك بين 1 أبريل 1992 و 14 ديسمبر 1995. بعد الضغط الشعبي طلبت الأمم المتحدة من منظمة حلف شمال الأطلسي (الناتو) التدخل في حرب البوسنة والهرسك بعد مزاعم جرائم حرب ضد المدنيين. استجابة لأزمة اللاجئين والأزمة الإنسانية في البوسنة والهرسك أصدر مجلس الأمن التابع للأمم المتحدة القرار 743 في 21 فبراير 1992 بإنشاء قوة الحماية التابعة للأمم المتحدة. كان تفويض قوة الأمم المتحدة للحماية هو إبقاء السكان على قيد الحياة وتقديم المساعدات الإنسانية للاجئين في البوسنة والهرسك حتى انتهاء الحرب.
في 9 أكتوبر 1992 أصدر مجلس الأمن التابع للأمم المتحدة القرار رقم 781 الذي يحظر الرحلات الجوية العسكرية غير المصرح بها في المجال الجوي البوسني. أدى هذا القرار إلى عملية مراقبة السماء حيث رصد الناتو انتهاكات منطقة الحظر الجوي لكنه لم يتخذ أي إجراء ضد منتهكي القرار. في 31 مارس 1993 ردا على 500 انتهاك موثق أصدر مجلس الأمن التابع للأمم المتحدة القرار رقم 816 الذي سمح للدول باستخدام تدابير «لضمان الامتثال» لمنطقة حظر الطيران فوق البوسنة والهرسك. ردا على ذلك في 12 أبريل بدأ الناتو عملية منع الطيران التي كُلفت بفرض منطقة حظر الطيران والسماح لها بإشراك منتهكي منطقة حظر الطيران. ومع ذلك واصلت القوات الصربية على الأرض مهاجمة «المناطق الآمنة» التابعة للأمم المتحدة في البوسنة والهرسك ولم تتمكن قوات حفظ السلام التابعة للأمم المتحدة من الرد لأن التفويض لم يمنحهم السلطة للقيام بذلك. في 4 يونيو أصدر مجلس الأمن التابع للأمم المتحدة القرار رقم 836 الذي يسمح باستخدام القوة من قبل قوة الأمم المتحدة للحماية في حماية المناطق الآمنة المعينة بشكل خاص. تمت الموافقة على عملية الحارس الحاد وهي حصار بحري في البحر الأدرياتيكي من قبل الناتو واتحاد أوروبا الغربية في جلسة مشتركة لحلف شمال الأطلسي واتحاد غرب أوروبا في 8 يونيو وبدأت في 15 يونيو.
في 6 فبراير 1994 أي بعد يوم من المذبحة الأولى في سوق ماركالي طلب أمين عام الأمم المتحدة بطرس بطرس غالي رسميا من الناتو تأكيد تنفيذ الضربات الجوية على الفور. في 9 فبراير بالموافقة على طلب الأمم المتحدة أذن الناتو لقائد قوات الحلفاء في جنوب أوروبا الأدميرال الأمريكي جيريمي بوردا بشن غارات جوية ضد مواقع المدفعية وقذائف الهاون في سراييفو وحولها والتي حددتها قوة الأمم المتحدة للحماية مسؤول عن هجمات ضد أهداف مدنية. اليونان فقط هي التي فشلت في دعم استخدام الضربات الجوية لكنها لم تستخدم حق النقض ضد الاقتراح. أصدر المجلس أيضا إنذارا نهائيا في اجتماع 9 فبراير إلى صرب البوسنة طالبوا فيه الصرب بإزالة أسلحتهم الثقيلة حول سراييفو بحلول منتصف ليل 20-21 فبراير أو مواجهة غارات جوية. كان هناك بعض الالتباس حول الامتثال للإنذار وأعلن رئيس الوزراء المجري بيتر بوروس أنه سيتم إغلاق المجال الجوي للمجر أمام طائرات الناتو في حالة وقوع ضربات جوية. في 12 فبراير 1994 تمتعت سراييفو بأول يوم خال من الضحايا منذ 22 شهرا (منذ أبريل 1992).
في 28 فبراير أسقط مقاتلو الناتو الذين يعملون تحت طيران حظر الطيران أربعة مقاتلين من صرب البوسنة لانتهاكهم منطقة حظر طيران في ما أصبح يعرف باسم حادثة بانيا لوكا. كانت هذه أول عملية قتالية في تاريخ الناتو.
في 12 مارس قدمت قوة الأمم المتحدة للحماية أول طلب لها للحصول على دعم جوي لحلف شمال الأطلسي ولكن الدعم الجوي القريب لم يتم نشره بسبب عدد من التأخيرات المرتبطة بعملية الموافقة. في 10 و 11 أبريل 1994 دعت قوة الحماية الدولية في غارات جوية لحماية منطقة غورازده الآمنة مما أدى إلى قصف موقع قيادة عسكري لصرب البوسنة بالقرب من غورايد بطائرتين أمريكيتين من طراز إف-16. كانت هذه هي المرة الأولى في تاريخ الناتو التي يهاجم فيها أهدافا أرضية بالطائرات. وفي وقت لاحق احتجز صرب البوسنة 150 فردا من أفراد الأمم المتحدة كرهائن في 14 أبريل. في 16 أبريل أسقطت القوات الصربية البوسنية طائرة بريطانية من طراز بريتش ايروسبيس هارير البحر فوق غورازده. في حوالي 29 أبريل تعرضت الوحدة الدنماركية (نوردبات 2) في مهمة حفظ السلام في البوسنة والهرسك كجزء من كتيبة الشمال التابعة لقوة الحماية التابعة للأمم المتحدة في توزلا لكمين أثناء محاولتها إخلاء نقطة مراقبة سويدية (تانجو 2) تعرضت لنيران المدفعية الثقيلة من قبل لواء تشيكوفيتشي التابع لصرب البوسنة في قرية كاليسيا ولكن تم تفريق الكمين عندما ردت قوات الأمم المتحدة بنيران كثيفة في ما سيعرف باسم عملية بوليبانك.
في 5 أغسطس بناء على طلب من قوة الأمم المتحدة للحماية عثرت طائرتان أمريكيتان من طراز إيه-10 ثاندر بولت الثانية على مركبة صربية بوسنية مضادة للدبابات وقصفتها بالقرب من سراييفو بعد أن اختبر الصرب عزم الناتو من خلال الاستيلاء على أسلحة احتجزتها قوات الأمم المتحدة ومهاجمة مروحية تابعة للأمم المتحدة. بعد ذلك وافق الصرب على إعادة الأسلحة الثقيلة المتبقية. في 22 سبتمبر 1994 نفذت طائرات الناتو غارة جوية ضد دبابة صرب البوسنة بناء على طلب قوة الحماية.
في 25-26 مايو 1995 بعد خرق مناطق الحظر وقصف المناطق الآمنة شنت طائرات الناتو غارات جوية على مستودعات ذخيرة صرب البوسنة في بالي. ردا على ذلك أخذ الصرب البوسنيون 370 من قوات حفظ السلام التابعة للأمم المتحدة في البوسنة كرهائن واستخدموهم لاحقا كدروع بشرية في أهداف محتملة في محاولة ناجحة لمنع المزيد من الضربات الجوية. في 2 يونيو تم إرسال طائرتين من طراز F-16 للقوات الجوية الأمريكية في دورية فوق البوسنة والهرسك لدعم عملية حظر الطيران. أثناء القيام بدورية تم إسقاط طائرة من طراز F-16 بقيادة الكابتن سكوت أوغرادي بصاروخ أرض-جو سام 6 من صرب البوسنة. أُجبر أوغرادي على الخروج من الطائرة. بعد ستة أيام أنقذه مشاة البحرية الأمريكية من وحدة مشاة البحرية الرابعة والعشرين من يو إس إس كيرسارج. سيعرف الحدث باسم حادثة مركونجي جراد.
في 11 يوليو هاجمت طائرات الناتو أهدافا في منطقة سريبرينيتشا بالبوسنة والهرسك كما حددتها وتحت سيطرتها الأمم المتحدة. كان هذا ردا على تقدم القوات الصربية البوسنية في المنطقة الآمنة التي أعلنتها الأمم المتحدة في سريبرينيتشا. هدد زعيم الحرب الصربي البوسني راتكو ملاديتش بقتل 50 من قوات حفظ السلام التابعة للأمم المتحدة الذين تم احتجازهم كرهائن وهدد أيضا بقصف السكان المسلمين في سريبرينيتشا إذا استمرت الضربات الجوية لحلف شمال الأطلسي. وألغت قوات حفظ السلام التابعة للأمم المتحدة الضربات الجوية ووافقت على الانسحاب من سريبرينيتشا حيث وعد صرب البوسنة أنهم سيعتنون بالسكان المسلمين حتى تنقذ قوات حفظ السلام حياتهم. لمدة أسبوعين قتلت قوات جيش جمهورية صرب البوسنة بقيادة ملاديتش أكثر من 8000 بوسني معظمهم من الرجال والفتيان في مذبحة سريبرينيتشا والتي لا تزال أسوأ عمل إبادة جماعية في أوروبا منذ الحرب العالمية الثانية.
في 25 يوليو أجاز مجلس شمال الأطلسي التخطيط العسكري بهدف ردع هجوم على منطقة غورايد الآمنة وهدد باستخدام القوة الجوية للناتو إذا تم تهديد هذه المنطقة الآمنة أو مهاجمتها. في 1 أغسطس اتخذ المجلس قرارات مماثلة تهدف إلى ردع الهجمات على المناطق الآمنة في سراييفو وبيهاتش وتوزلا. في 4 أغسطس شنت طائرات الناتو غارات جوية ضد رادارات الدفاع الجوي الصربية الكرواتية بالقرب من مطار أودبينا وكنين في كرواتيا. في 10 أغسطس أبرم قادة قوات الحلفاء في جنوب أوروبا وقوة الحماية مذكرة تفاهم بشأن تنفيذ الضربات الجوية.

## الحملة

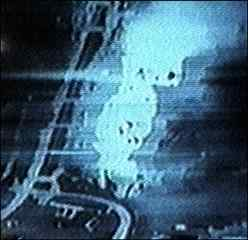
صورة التقطتها طائرة أمريكية لدى إصابة هدف من صرب البوسنة.

في 30 أغسطس أعلن الأمين العام لحلف الناتو بدء الضربات الجوية بدعم من قوة الرد السريع التابعة لقوة الحماية التابعة للأمم المتحدة بهجمات مدفعية. على الرغم من التخطيط والموافقة من قبل مجلس شمال الأطلسي في يوليو 1995 تم إطلاق العملية كرد مباشر على مذبحة ماركالي الثانية في 28 أغسطس 1995.
شارك في الحملة الجوية ما يصل إلى 400 طائرة تابعة للناتو. بشكل عام تم إطلاق 3515 طلعة جوية وإلقاء ما مجموعه 1026 قنبلة على 338 هدفا لصرب البوسنة تقع ضمن 48 مجمع. ضربت طائرات الناتو 97٪ من أهدافها وألحقت أضرارا جسيمة بأكثر من 80٪ منها 708 قنابل ألقيت كانت ذخائر دقيقة التوجيه. تعمل الطائرات المشاركة في الحملة من القواعد الجوية الإيطالية مثل قاعدة أفيانو الجوية ومن حاملتي الطائرات الأمريكية يو إس إس ثيودور روزفلت (CVN - 71) ويو إس إس أمريكا وحاملتي الطائرات الفرنسيتين فوش وكليمنصو (بالتناوب) في البحر الأدرياتيكي. شكلت شبكة الدفاع الجوي المدمجة في جيش جمهورية صرب البوسنة التي تتألف من طائرات وصواريخ أرض-جو (سام) بيئة شديدة الخطورة للعمليات الجوية لحلف الناتو.
شارك سلاح الجو الألماني لأول مرة منذ عام 1945 أثناء عملية القوة المتعمدة. حددت ستة من طرازات اعتراض الضربات برفقة ثمانية تورنادو أهدافا صربية حول سراييفو لمدفعية قوة الرد السريع للهجوم.

## قوة رد الفعل السريع
قررت القوى الغربية بقيادة الرئيس الفرنسي جاك شيراك التي شعرت بالإحباط من الغياب السابق للنتائج ومقاومة الأطراف الصربية لأي تقدم في السلام تشكيل قوة ردع قوية في الموقع لدعم الجهود الدبلوماسية الغربية. قررت فرنسا والمملكة المتحدة والولايات المتحدة إرسال لواء متعدد الجنسيات إلى منطقة سراييفو (جبل إيغمان) بدعم من لواء جوي وكتيبة مدرعة في الاحتياط. تألف اللواء من 4000 عسكري (2000 فرنسي و1500 بريطاني و500 هولندي).
تم إنشاء القوة بموجب قرار الأمم المتحدة رقم 998 في 16 يونيو 1995.
بقيادة الجنرال الفرنسي أندريه سوبيرو تم تشغيل لواء الحركة الوطنية في أغسطس 1995 على جبل إيغمان. تألفت القوة الرئيسية من فوج مدفعي مختلط (مجموعة مدفعية فرنسية مع ثمانية مدفع عيار 155 ملم هاوتزر ومجموعة مدفعية بريطانية مع 12 مدفع خفيف عيار 105 ملم وهاون فرنسي هولندي ثقيل عيار 120 ملم). على الرغم من أن القصف المدفعي أطلق قبل وبعد مذبحة سوق ماركالي فإن العملية الرئيسية كانت في 28 و 29 أغسطس 1995 بإطلاق 1070 قذيفة على مواقع صربية (305 قذيفة 155 ملم و408120 ملم و357 قذائف 105 ملم). كانت مجموعة المدفعية هذه جزءا من قوة الحماية التابعة للأمم المتحدة المنتشرة في جبل إيجمان لدعم مهمة طائرات الناتو بقصف مواقع المدفعية الصربية.
في 30 أغسطس تم إسقاط طائرة من طراز ميراج إن2000 فرنسية بواسطة صاروخ سام صربي بوسني أطلق من الكتف بالقرب من بالي. في 1 سبتمبر طالب الناتو والأمم المتحدة برفع الحصار الصربي لسراييفو وإزالة الأسلحة الثقيلة من منطقة حظر الأسلحة الثقيلة حول سراييفو والأمن الكامل للمناطق الآمنة الأخرى للأمم المتحدة. أوقف الناتو الغارات الجوية وأعطى إنذارا لقادة صرب البوسنة. تم تحديد الموعد النهائي في 4 سبتمبر. في 5 سبتمبر 1995 استأنف الناتو الهجمات الجوية على مواقع صرب البوسنة حول سراييفو وبالقرب من مقر صرب البوسنة في بالي بعد فشل صرب البوسنة في الامتثال للإنذار. في ليلة 10 سبتمبر أطلق طراد من فئة تيكونديروجا يو إس إس نورماندي هجوما صاروخيا من طراز توماهوك من وسط البحر الأدرياتيكي ضد برج إرسال لاسلكي رئيسي للدفاع الجوي في ليسينا بالقرب من بانيا لوكا في حين أن القوات الجوية الأمريكية من طراز ماكدونيل دوغلاس إف-15 إي سترايك إيغل ضربت مقاتلات بحرية الولايات المتحدة إف/إيه-18 هورنت نفس الأهداف بحوالي 12 قنبلة دقيقة التوجيه وهاجمت طائرات جنرال دايناميكس إف-16 فايتينغ فالكون بصواريخ إيه جي إم-65 مافريك.
في 14 سبتمبر تم تعليق الضربات الجوية للناتو للسماح بتنفيذ اتفاق مع صرب البوسنة يشمل سحب الأسلحة الثقيلة من المنطقة المحظورة في سراييفو. تم تمديد التعليق الأولي لمدة 72 ساعة في النهاية إلى 114 ساعة. أخيرا في 20 سبتمبر اتفق الجنرال برنارد جانفييه (قائد قوة الحماية التابعة للأمم المتحدة) والأدميرال لايتون دبليو سميث جونيور (قيادة قوات الحلفاء المشتركة نابولي) على أن استئناف الضربات الجوية ليس ضروريا لأن صرب البوسنة امتثلوا للشروط التي حددتها الأمم المتحدة وهكذا تم إنهاء العملية.

## فيما بعد
الطياران الفرنسيان اللذان تم أسرهما بعد أن أسقطتهما طائرات ميراج إن2000 من قبل القوات الصربية البوسنية في 30 أغسطس 1995 تم الإفراج عن الملازم خوسيه سوفيجنيه والنقيب فريدريك تشيفوت فقط عند نهاية حرب البوسنة والهرسك في 12 ديسمبر 1995. أفرج عنهم وأخبروا المراسلين بأنهم عوملوا بشكل جيد أثناء وجودهم في الأسر.
في ديسمبر 1995 أرسل الناتو قوة حفظ سلام قوامها 60.000 جندي إلى البوسنة والهرسك كجزء من قوة التنفيذ لتطبيق اتفاقية دايتون للسلام لتأمين السلام ومنع تجدد الأعمال العدائية بين الفصائل الثلاثة المتحاربة. في ديسمبر 1996 تم إنشاء قوة تحقيق الاستقرار التي يقودها الناتو لتحل محل قوة التنفيذ لفرض اتفاقية دايتون للسلام. واستمر هذا حتى ديسمبر 2004 عندما حلت قوة الاتحاد الأوروبي بقيادة حلف شمال الأطلسي (يوفور) محل قوة تحقيق الاستقرار التي يقودها الناتو.